# Regola di Hückel
La regola di Hückel consente di prevedere se una molecola (o ione molecolare) monociclica insatura abbia stabilizzazione aromatica oppure no.
Prende il nome dal fisico Erich Hückel, che l'ha formulata nel 1931 sulla base del metodo di calcolo degli orbitali molecolari da lui sviluppato e noto come metodo di Hückel. Venne poi formalizzata come regola in forma sintetica dal chimico W. v. E. Doering nel 1951.
Secondo questa regola, le condizioni affinché una molecola possa essere aromatica sono:
1. avere un anello planare (o con lievi deviazioni dalla planarità) di atomi di carbonio (o altri atomi, detti "eteroatomi", con requisiti di isoelettronicità).
2. ciascuno di tali atomi deve poter avere o rendere disponibile (almeno) un orbitale p puro (uno per ogni atomo dell'anello); ciò è possibile se ciascun atomo è ibridato sp2 o sp, ma quest'ultima ibridazione in genere può comportare geometrie molecolari sfavorevoli per la chiusura di anelli.
3. avere nell'anello un numero complessivo di elettroni π pari a 4n + 2, dove n è un numero intero ≥ 0.[4]

Le condizioni 1. e 2. assicurano che l'anello sia coniugato senza interruzioni. La 3., per la quale le 1. e 2. sono precondizioni necessarie, aggiunge il verificarsi, se soddisfatta, dell'ulteriore stabilizzazione aromatica.

## Formazione del sistema aromatico e applicazioni della regola
Gli orbitali atomici p degli atomi dell'anello, che sono tanti quanti i termini dell'anello, sono perpendicolari al suo piano e mutuamente paralleli; essi interagiscono tra loro e si combinano per dare altrettanti orbitali molecolari di simmetria π; questi si suddividono in orbitali leganti, non leganti e antileganti; tutti questi orbitali sono estesi a tutti gli atomi dell'anello, così come gli elettroni che li occupassero.
Tra questi orbitali, quelli leganti sono, per definizione, tutti quelli aventi energia minore degli orbitali p puri dai quali si sono formati. La disposizione dei livelli energetici di questi orbitali molecolari π può essere predetta e rappresentata graficamente in un diagramma, noto come cerchio di Frost.
Nel caso dei composti aromatici (molecole o ioni molecolari), i 4n+2 elettroni π (2, 6, 10, 14, 20, ...) vanno ad occupare solo gli orbitali molecolari leganti, dando così alla molecola una particolare stabilizzazione, sulla quale si basa la designazione di «aromaticità» per la molecola o ione molecolare stessi.
Un composto antiaromatico, da non confondere con "composto non aromatico", è una molecola (o ione molecolare) monociclica generalmente instabile e altamente reattiva nella quale, essendo soddisfatte le stesse precondizioni per l'aromaticità (1. e 2.), gli elettroni π sono 4n, invece di 4n+2.
A tal proposito può essere utile esaminare il caso del cicloottatetrene (C8H8); la molecola è ciclica con 4 doppi legami alternati, tutti gli atomi sono ibridati sp2, gli elettroni π sono 8 (= 4×2), per cui si potrebbe concludere che il composto sia antiaromatico. In realtà il composto non è planare: cadendo così una delle precondizioni, cade così pure l'antiaromaticità: il cicloottatetraene è semplicemente "non aromatico". Se poi ad esso si aggiungono due elettroni, in modo da formarne il dianione [(C8H8)2−], questo dianione risulta essere aromatico: gli elettroni π sono ora 10 (4×2+2).

### Esempi di composti aromatici
Si conoscono composti aromatici monociclici con anelli di varie dimensioni, ma anche policiclici, i cui anelli possono essere condensati o meno, anche questi di varie dimensioni.
Un esempio fondamentale è rappresentato dal benzene (6 elettroni π; n = 1 nella formula). È il composto archetipico sul quale i chimici di metà '800 hanno iniziato le discussioni e le ricerche sul concetto che ora si chiama aromaticità di un composto, ricerche che in parte ancora continuano, ma limitatamente ad alcuni aspetti di quantificazione del fenomeno.

#### Anelli aromatici monociclici a 6 termini
Oltre al benzene, molecole aromatiche neutre con 6 elettroni π si hanno sostituendo formalmente nel benzene uno o più gruppi CH con altrettanti atomi di azoto, ai quali essi sono isoelettronici e isolobali; in tal modo si hanno le azine, composti che si dicono eteroaromatici (o anche composti eterociclici aromatici) per la presenza nell'anello di atomi diversi dal carbonio. Questi iniziano dalla piridina (o azobenzene C5H5N) e proseguono con le tre diazine (piridazina, pirimidina e pirazina), le tre triazine, le tre tetrazine (una sola nota), la pentazina e l'esazina, entrambe non note.

#### Anelli aromatici monociclici a 5 termini
Esempi di ioni molecolari aromatici con 6 elettroni π sono l'anione ciclopentadienilico (C5H5−), derivante dall'idrocarburo non aromatico ciclopentadiene (C5H6) e il catione cicloeptatrienilico (C7H7+, più noto come catione tropilio), derivante dall'idrocarburo non aromatico cicloeptatriene (C7H8). Dall'anione ciclopentadienilico, per sostituzione formale di un C− con un gruppo NH (ancora isoelettonico), si ha il pirrolo (o azolo, C4H5N); con ulteriori sostituzioni si hanno gli altri azoli, i diazoli (pirazolo e imidazolo), i triazoli, il tetrazolo e il pentazolo (poco stabile se privo di adatti sostituenti o solvatanti). Lo stesso vale per i gruppi BH, PH e AsH che danno il borolo (C4H5B), il fosfolo (C4H5P) e l'arsolo (C4H5As). La sostituzione formale di un NH del pirrolo con un atomo O, S o Se (anch'essi isoelettronici) porta agli eterocicli aromatici furano (C4H4O), tiofene (C4H4S) e selenofene (C4H4Se).

#### Anelli aromatici monociclici a 3 termini
Un esempio piuttosto noto di ione aromatico con 2 elettroni π è il catione ciclopropenio (C3H3+). Si tratta di uno ione particolarmente stabilizzato, più stabile del carbocatione allilico, suo isomero non aromatico, di ben ~38,2 kcal/mol (~160 kJ/mol).

#### Anelli aromatici policiclici condensati
Per i composti con due o più anelli condensati, che soddisfano le condizioni 1. e 2., il soddisfacimento della 3. non assicura di per sé ad essi l'aromaticità, perché la regola di Hückel, come detto, non è per essi strettamente valida e occorre quindi appoggiarsi ad altre evidenze. Tuttavia, ad esempio il naftalene e l'acenaftene (10 elettroni π), l'antracene e il fenantrene (14 elettroni π), il naftacene, il benzoantracene, il crisene e il trifenilene (18 elettroni π), il pentacene e il benzoperilene (22 elettroni π) sono composti aromatici.
Alcuni di questi idrocarburi ad anelli condensati, compresi alcuni idrocarburi benzenoidi, mostrano aromaticità pur avendo 4n elettroni π complessivi. Esempi sono il bifenilene, il fluorene, l'acenaftilene e il fenalene (12 elettroni π), il fluorantene e il pirene (16 elettroni π), il benzopirene, il perilene e il corannulene (20 elettroni π), il coronene (24 elettroni π).